# سیارک ۱۶۷۹۴
سیارک ۱۶۷۹۴ (به انگلیسی: 16794 Cucullia، نامگذاری:1997CQ1) شانزده هزار و هفتصد و نود و چهارمین سیارک کشف شده‌است که در ۲ فوریه ۱۹۹۷ کشف شد.
قدر مطلق سیارک برابر ۱۳٫۷۰ است.